# ソフィー・マルソーの三銃士
『ソフィー・マルソーの三銃士』（ソフィー・マルソーのさんじゅうし、仏: La Fille de D'Artagnan）は、1994年のフランス映画。ソフィー・マルソー主演の剣戟映画である。原題は「ダルタニャンの娘」の意味。アレクサンドル・デュマ・ペールの『三銃士』と『二十年後』から想を得ている。

## あらすじ
ダルタニャンの娘エロイーズはプロヴァンスの修道院に預けられていた。ある日、黒人が修道院に逃げ込み、修道院長がかくまったところ、赤い服の女エグランティーヌが率いるクラサック伯爵下の一団に踏み込まれ、院長が殺されてしまう。父を頼れと言われたエロイーズは、院長の仇をうつため、パリの父の許ヘ急ぐ。途中知り合った詩人のカンタンを婚約者と定める。父は既に近衛銃士を引退していた。エロイーズは次期国王ルイ14世に直訴を試みるがならず、話を聞いたマザランに疑いをかけられるが、父と自らの腕で追手を退ける。謎の陰謀を阻止するため、父娘は甞ての仲間アラミスとポルトスと共にクラサック伯爵の元へ。鉢合わせした密偵は、かつての仲間アトスだった。黒幕のクラサック伯爵に囚われたエロイーズを救い出すため、貿易船から城へと銃士たちは闘いを続ける。奴隷とコーヒーの密輸だけでなく、ルイ14世の暗殺計画も明らかになった。エロイーズとダルタニャン、三銃士の手で陰謀は砕かれた。

## 出演
- ソフィー・マルソー：エロイーズ・ダルタニャン (Héloïse d'Artagnan)
- フィリップ・ノワレ：ダルタニャン
- クロード・リッシュ（フランス語版）：クラサック伯爵 (le Duc de Crassac)
- サミー・フレー：アラミス
- ジャン＝リュック・ビドー（フランス語版）：アトス
- ラウル・ビイェレー（フランス語版）：ポルトス
- シャルロット・カディ（フランス語版）：エグランティーヌ・ド・ロシュフォール (Églantine de Rochefort)
- ニルス・タヴェルニエ：カンタン (Quentin)
- ジジ・プロレッティ（イタリア語版）：マザラン
- ステファン・レグロス（フランス語版）：ルイ14世

## 映画賞ノミネート
- セザール賞（1995年）
  - 最優秀音楽賞：フィリップ・サルド
  - 最優秀助演男優賞：クロード・リッシュ

## 評
- AllCinemaの解説「ハリウッド型と違いテンポが遅く冗長、共演者たちの間抜けぶりは颯爽としたマルソーの主演を引き立てている、登場人物に深みがない、アクション映画というより大らかに楽しむ夢想譚」[2]